# Chelghoum Laïd
Chelghoum Laïd (în arabă شلغوم العيد) este o comună din provincia Mila, Algeria.
Populația comunei este de 82.560 de locuitori (2008).